# Paramastacides ramachendrai
Paramastacides ramachendrai är en insektsart som först beskrevs av Bolívar, C. 1930.  Paramastacides ramachendrai ingår i släktet Paramastacides och familjen Mastacideidae. Inga underarter finns listade i Catalogue of Life.